# Souira Guedima
Souira Guedima (pronúncia: suira quedima; em árabe: الصويرة القديمة; as-Sauira al-Qadima, Sauira a Velha), também grafada Souira Kedima, Kadima, Kdima, Qadima ou Qdima, antigamente chamada Aguz, é uma localidade costeira do oeste de Marrocos, que faz parte da região de Marraquexe-Safim, província de Safim e comuna de Lamaachate.
Situada 35 km a sul de Safim, na margem direita da foz do rio Tenerife (em árabe: uede Tensift), a principal atração turística de Souira Guedima é a sua praia de areia, protegida por recifes. Junto a ela, num pequeno promontório, encontram-se as ruínas duma antiga pequena fortificação portuguesa, o Castelo de Aguz. A sul da vila, na margem esquerda do Tenerife encontram-se as ruínas do grande casbá Hamidouch, mandado construir pelo sultão alauita Mulei Ismail (r. 1672–1727) para proteger a foz. É aproximadamente um quadrado com 150 m de lado, uma muralha dupla e um fosso. No interior existe uma mesquita e diversos edifícios em ruínas.
A estrada costeira para Essaouira é referida nos guias turísticos como de grande beleza paisagística, nomeadamente junto ao cabo Hadid ("Cabo de Ferro"). Perto deste cabo ergue-se o Jbel Hadid, onde no passado existiram minas de ferro, que deram origem a que a zona fosse conhecida como "Costa de Ferro".
A vila foi um porto importante no século XI, que servia Agmate, a capital do Suz. Situada a três dias de viagem para leste, Agmate era então a cidade mais importante de Marrocos a sul de Fez, antes de ter sido fundada Marraquexe.
Entre 1506 e 1525 esteve sob o domínio do Reino de Portugal. O Castelo de Aguz foi construído pelos portugueses nesse período.